# Блищанка
Бли́щанка — село в Україні, у Заліщицькій міській громаді Чортківського району Тернопільської області. Розташоване на сході району. До 2020 року адміністративний центр Блищанської сільської ради, якій були підпорядковані село Ставки та хутір Теклівка.

## Географія
Розташоване на Подільській височині, за 18 км від центру громади і 12 км від найближчої залізничної станції Торське. З усіх сторін село обступає ліс, який з північної і південної сторін прилягає безпосередньо до села. З болотистої вибалки Рутка витікає струмок Вовчків і яскравою стрічкою між двох пагорбів з північного заходу на південний схід протікає через усе село, вибігає на поле оминає урочище Ярмівку і, протікаючи уже лісом, впадає в річку Серет.
Населення — 667 осіб (2003).

## Назва
Назва села Блищанка походить скоріше за все від ставу, утвореного Потічком на півночі села. Став широко розливався і вода блищала, що було видно з далекої округи. Частини села: Нагорінка (на сході), Краківка (на північному заході), Королівка (на південному заході). Назви полів: Ярмівка, Кути, Рудка. Фільварок — Марцелівка.

## Історія
На околицях Блищанки виявлено археологічні пам'ятки доби пізнього палеоліту, трипільської, голіградської, липицької та черняхівської культур, 2 могильники часів Київської Русі. За даними геомагнітної зйомки, проведеної старшим науковим співробітником Інституту геофізики НАН України В. Голубом, тут існувало у різний час близько 2000 надземних жител. Багатошарове поселення Блищанка являє собою унікальну пам'ятку археології. Трипільське поселення етапу С виявлено в урочищі Яремівщина. Воно розміщене над яром, з якого тече джерело. На поверхні багато виробів, оскільки культурний шар сильно переораний. На півночі поселення — кам'яна стела у вигляді людини із знаками на поверхні. Інше трипільське поселення етапу СІІ — в урочищі Горби, що на першій надзаплавній терасі (схил), по контуру проходять притоки ріки Серет. Поселення розкопувалося Малєєвим Ю. М. у 1974 році,
Перша писемна згадка — 1530. У центрі села — церква дерев'яна 1867 року побудови з новою мурованою дзвіницею, належала до парохії в Угриньківцях. Також був новий костел. Власниками фільварку Марцелівки були поляки Якубович і Богусєвич.
До Першої світової війни в селі була корчма, після війни тільки гуральня. Селяни займалися рільництвом, але були між ними ремісники: ковалі, шевці, столярі. Була еміграція до Канади та США. Корінні прізвища: Горобець, Друзик, Проданик, Дорош.
Діяло товариство «Просвіта» (від 1898) з читальнею (1937 року побудови), бібліотекою і часописом. При ній був також театральний, оркестровий і самоосвітній гурток. Діяли також «Луг», «Сокіл», «Рідна школа», «Сільський господар», «Вишкіл хліборобської молоді», «Союз українок». У 1937 році зведено будинок сільської коопреації.
12 червня 2020 року, відповідно до розпорядження Кабінету Міністрів України № 724-р «Про визначення адміністративних центрів та затвердження територій територіальних громад Тернопільської області» увійшло до складу Заліщицької міської громади.
19 липня 2020 року, в результаті адміністративно-територіальної реформи та ліквідації Заліщицького району, увійшло до складу новоутвореного Чортківського району.

## Пам'ятки

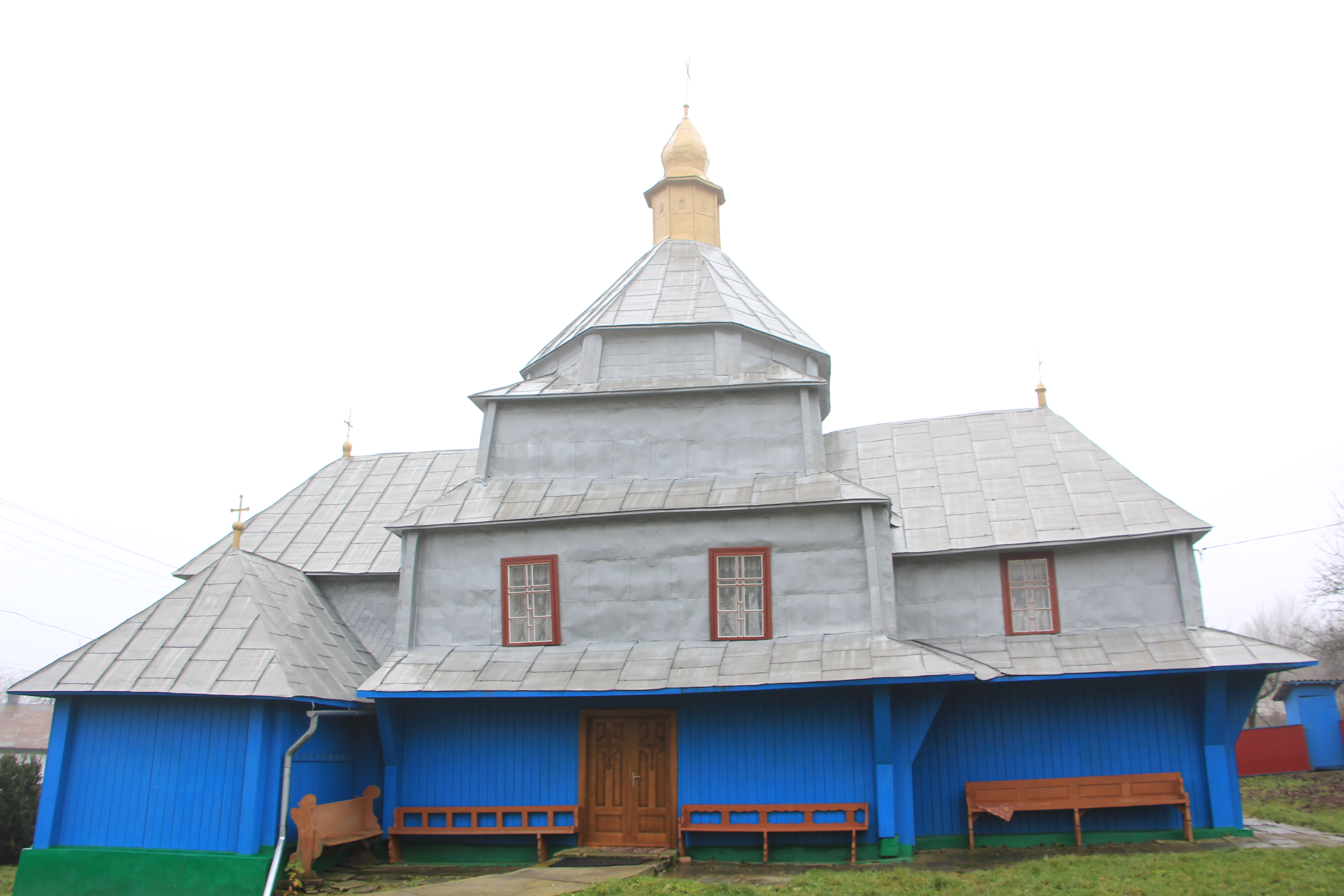
Церква святого Іоанна Богослова 1867

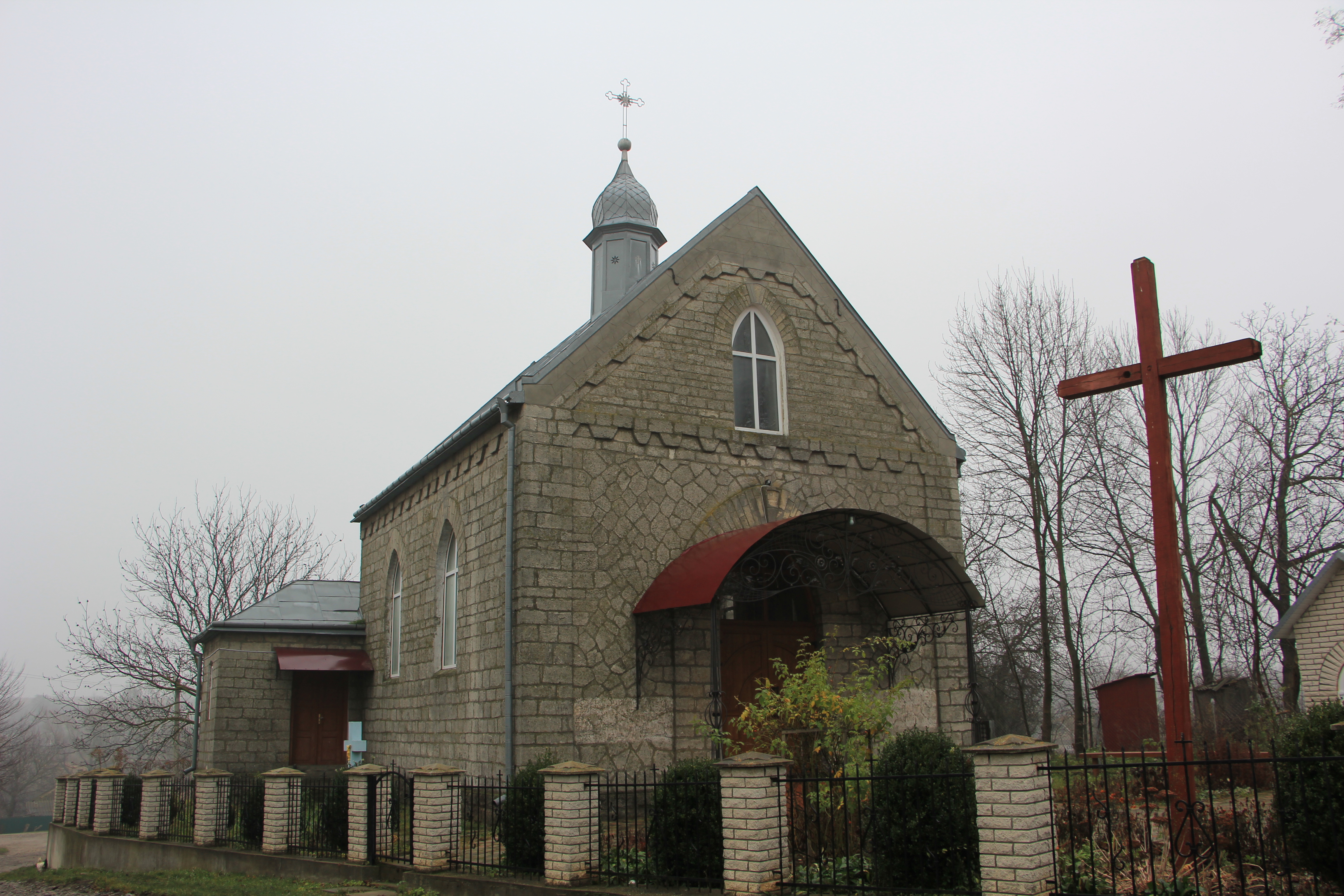
Церква ПЦУ

Є церква святого Іоанна Богослова (1867, дерев'яна; 1996 реконструйована), церква ПЦУ (1999), перебудована з костелу (1939).

## Пам'ятники
Споруджено «фігуру» Божої Матері, пам'ятник полеглим у німецько-радянській війні воїнам-односельцям (1968).
Встановлено:
- хрест на честь скасування панщини (1848, відновлено 1990),
- хрест з нагоди проголошення незалежності України (1991),
- пам'ятний хрест на честь вояка УПА М. Базика (1994);
- пам'ятний хрест односельчанам, полеглим за волю України, в лавах УСС і УГА (1991)
- насипана символічна могила на честь замучених у радянських тюрмах патріотів (1941, відновлена 1991).

## Соціальна сфера
Діють загальноосвітня школа І-ІІ ступенів, бібліотека, кахельний завод, селянська спілка «Україна», фермерське господарство.

## Відомі люди

### Народилися
- громадсько-культурна діячка О. Білинська,
- український громадський діяч Ольга Айвазовська,
- літератори:
  - Д. Горішний,
  - П. Гошовський
  - Г. Рибцуник
  - М. Сопівник.

## Галерея

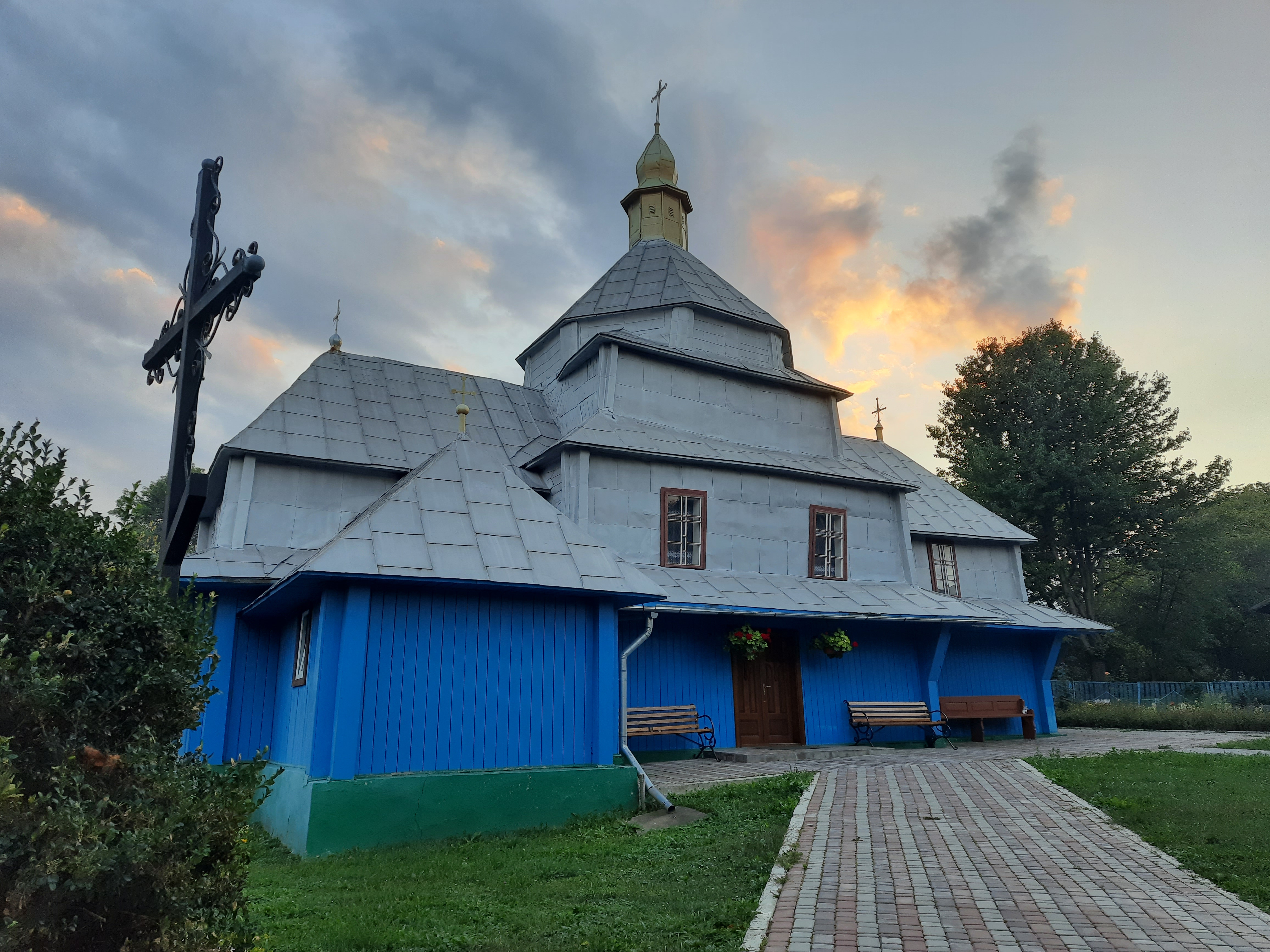
Церква Івана Богослова
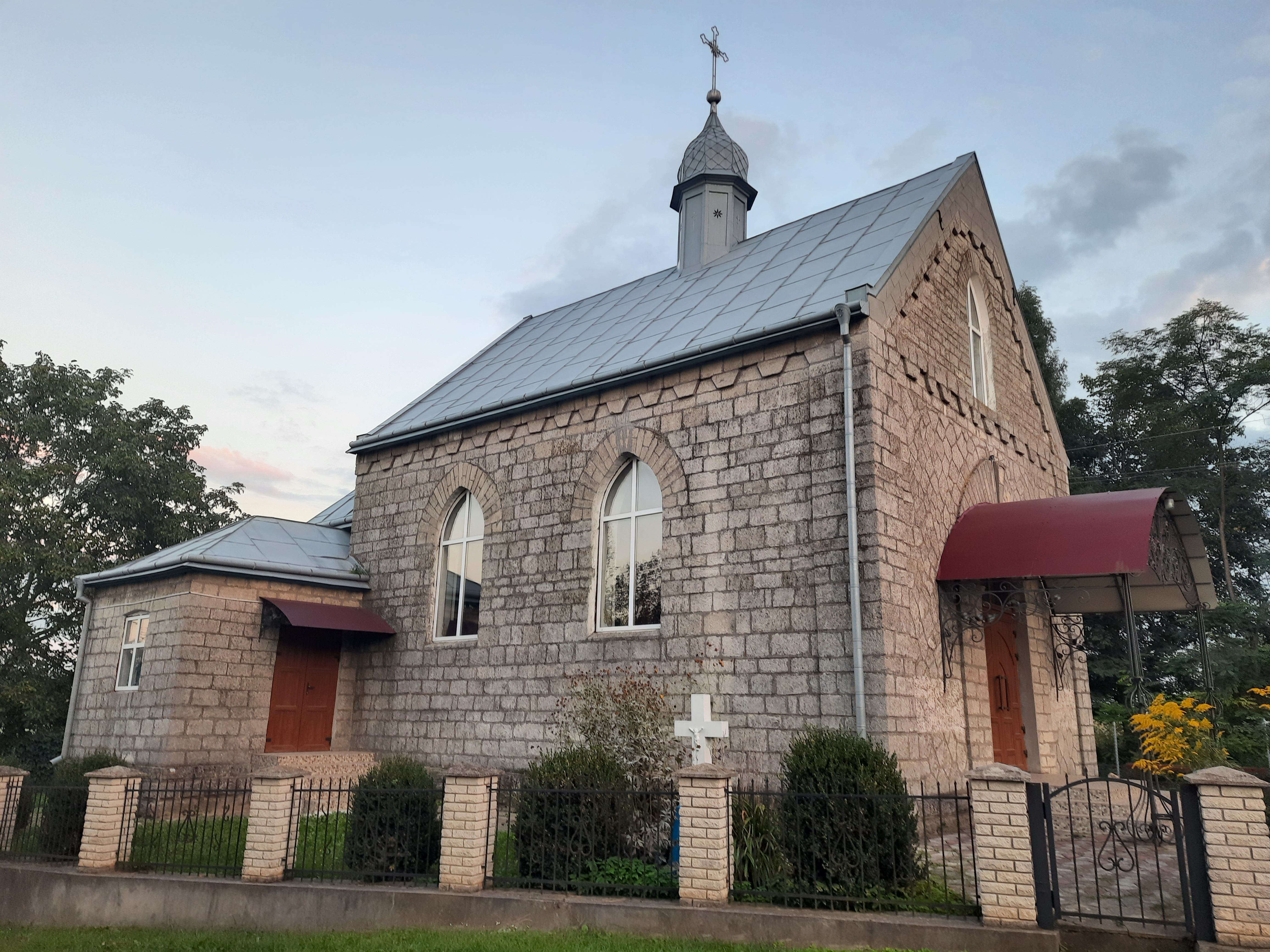
Костел 1934 р.
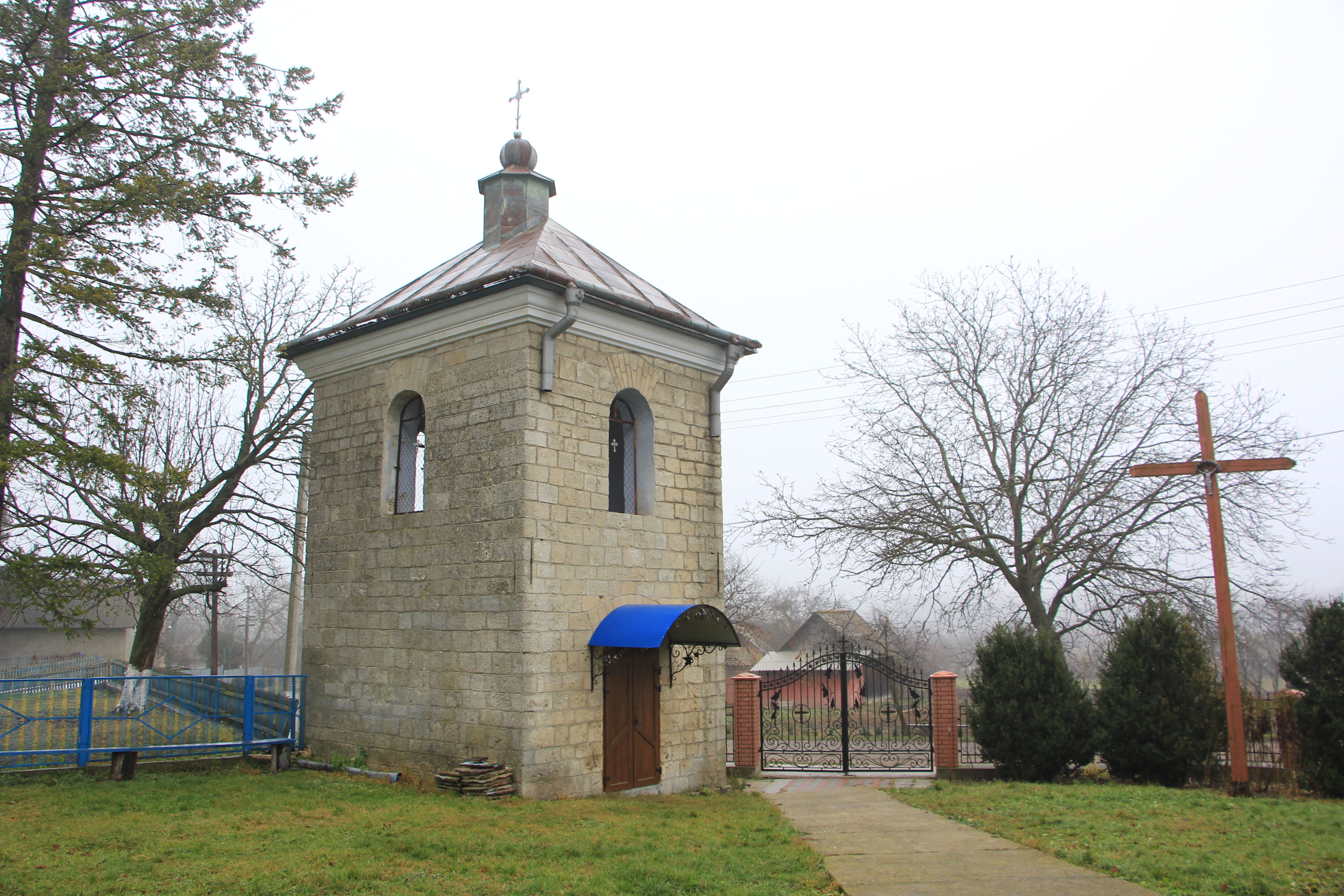
Дзвіниця церкви святого Іоанна Богослова 1867
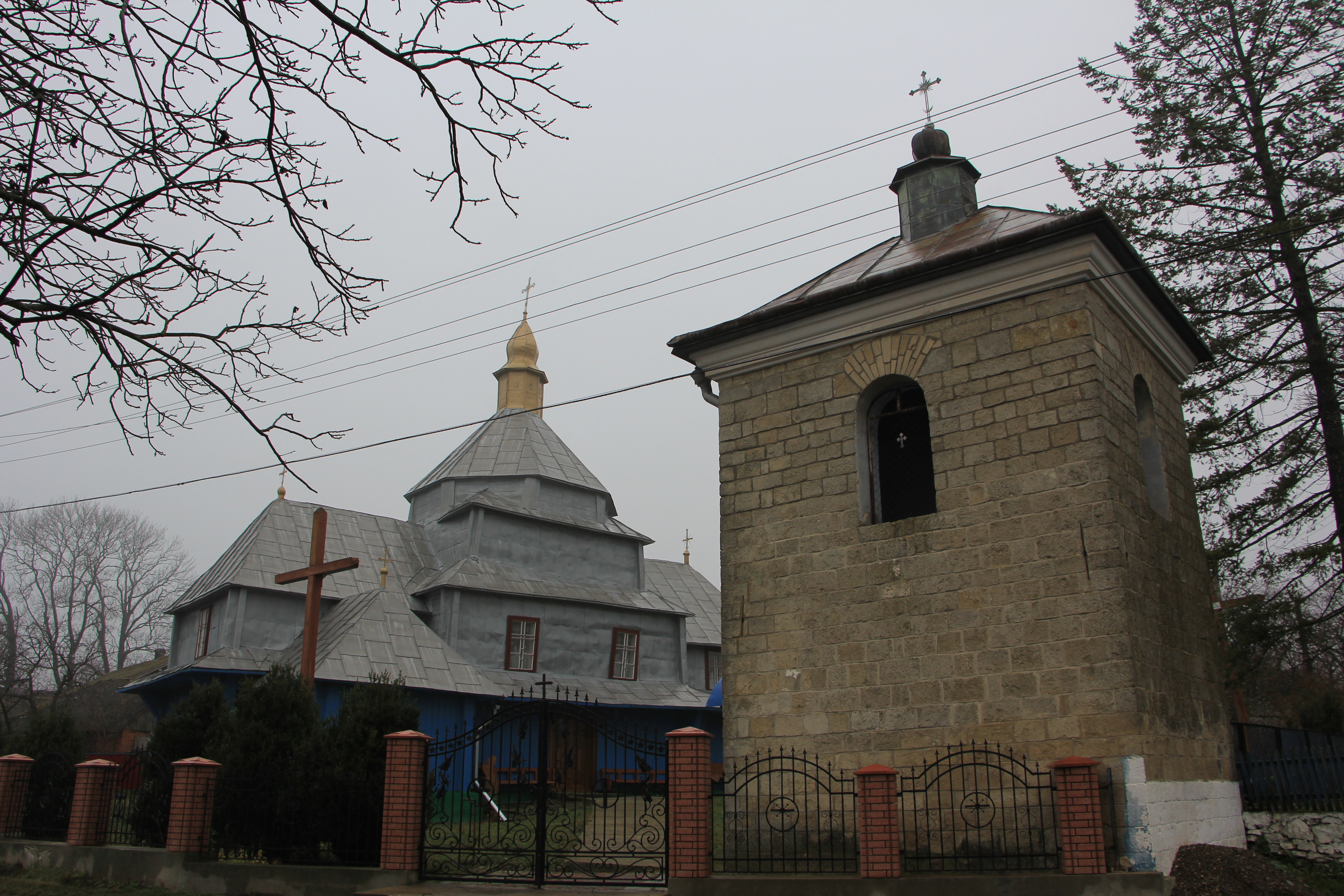
Церква святого Іоанна Богослова 1867
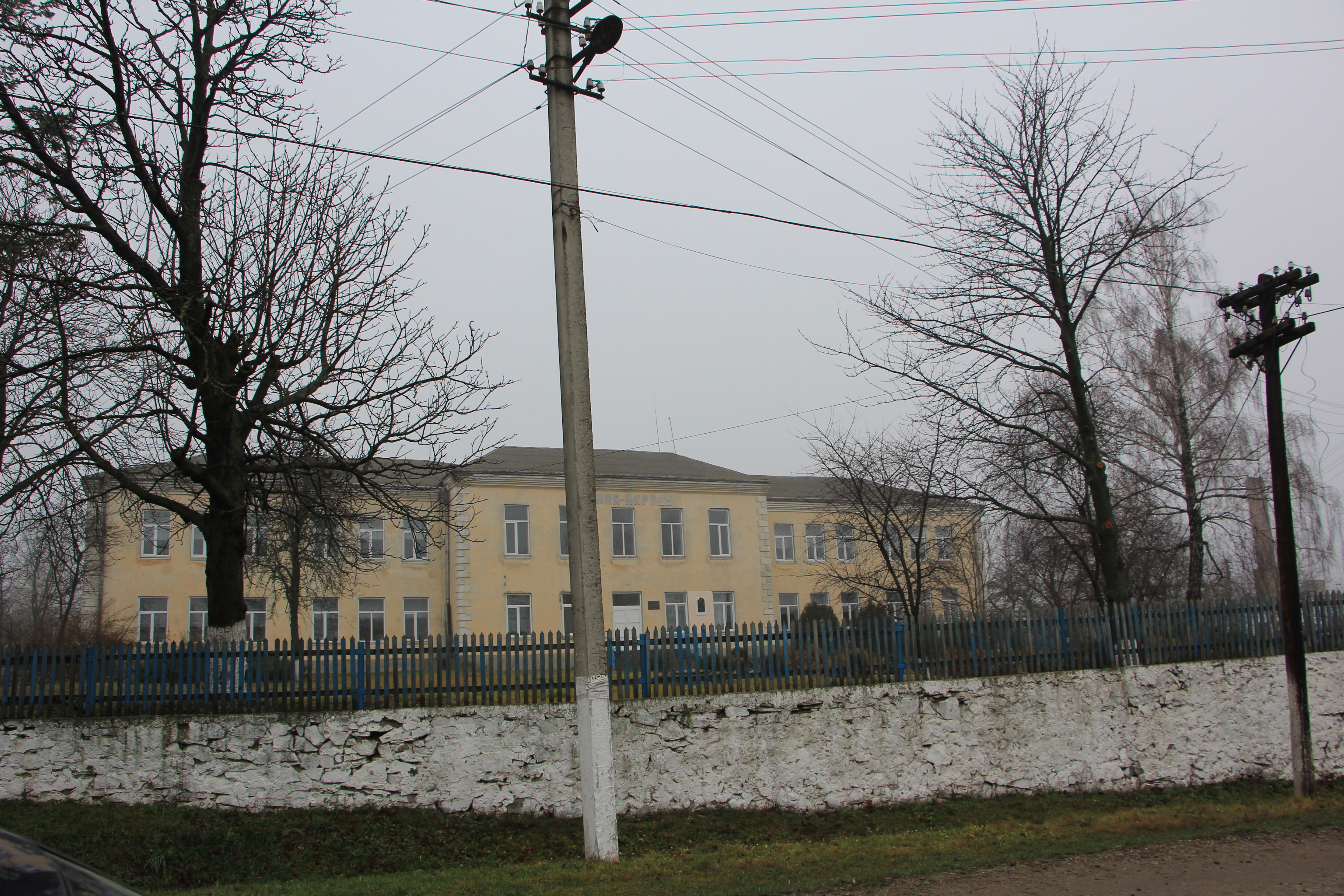
Школа